# プランジャー (原子力潜水艦)
|           |                                   |
| 艦歴      |                                   |
| 発注:     | 1959年3月23日                     |
| 起工:     | 1960年3月2日                      |
| 進水:     | 1961年12月9日                     |
| 就役:     | 1962年11月21日                    |
| 退役:     | 1990年2月2日                      |
| 除籍:     | 1990年2月2日                      |
| その後:   | 原子力艦再利用プログラム          |
| 性能諸元  |                                   |
| 排水量:   | 水上：3,540トン、水中：4,300トン  |
| 全長:     | 89.9 m (295 ft)                   |
| 全幅:     | 31 ft 8 in                        |
| 吃水:     |                                   |
| 機関:     | S5W reactor                       |
| 最大速:   | 20+ ノット                        |
| 乗員:     | 士官、兵員100名                   |
| 兵装:     | 21インチ魚雷発射管4基、サブロック |
| モットー: |                                   |

プランジャー (USS Plunger, SSN-595) は、アメリカ海軍の原子力潜水艦。パーミット級原子力潜水艦の3番艦。その名を持つ艦としてはポーパス級潜水艦8番艦(SS-179)以来3隻目。

## 艦歴
プランジャーの建造は1959年3月23日にメア・アイランド海軍造船所に発注され、1960年3月2日に起工した。当初は SSGN（原子力巡航ミサイル潜水艦）として建造される予定であったが、起工時までに SSN（原子力攻撃型潜水艦）へ変更される。1961年12月9日にクリントン・P・アンダーソン夫人によって命名、進水し、1962年11月21日にウィリアム・M・アダムズ・ジュニア艦長の指揮下就役した。
11月27日にピュージェット湾での魚雷発射管および聴音機器の試験を行った後、プランジャーは1963年1月5日にメア・アイランドを出航し、真珠湾に向けて整調巡航を行う。プランジャーはメア・アイランドを母港としてソナーおよび火器管制システムの試験を行い、4月1日に母港を真珠湾に変更、第71潜水艦戦隊司令部旗艦となる。
プランジャーは性能試験を継続し、最新型攻撃原潜としての評価が行われた。春から夏にかけて西海岸沖で作戦活動に従事し、1964年9月15日にウェーク島に向かい、潜水艦戦隊のミサイル発射評価試験を行った。
1965年1月にプランジャーは真珠湾に戻り、ドナルド・ホーニッグ博士（科学技術担当大統領特別補佐官）に海軍の対潜水艦戦最新兵器システムの能力をデモンストレーションするために選ばれた。ウェーク島で5月に潜水艦戦隊の訓練試験、 C/S-17 に参加する。9月には西太平洋配備の準備に入り、1966年半ばまで西太平洋で活動した。この配備の間にプランジャーは AN/BQQ-1 ソナーシステムの評価試験を行い、沖縄とスービック海軍基地を訪れている。また、対潜水艦戦訓練および海洋調査、港湾調査を行った。
1967年、第7潜水戦隊と共にプランジャーは真珠湾で太平洋艦隊での対潜水艦戦訓練の準備を行う。3月6日から22日まで対潜水艦戦訓練に参加し、その後も訓練活動を継続した。真珠湾での停泊期間にプランジャーは艦隊訓練計画に従事した。1967年の後半はピュージェット・サウンドを母港とし、1968年2月1日に真珠湾に戻る。
1986年にはマージョリー・ステレット戦艦基金賞を受賞した。
プランジャーは1989年2月10日に不活性化が行われ、1990年1月3日に退役、1990年2月2日に除籍された。その後ワシントン州ブレマートンで原子力艦再利用プログラムの下1995年1月5日に解体が始まり、1996年3月8日に作業は完了した。